# Gaia (banda)
GAIA es una banda de rock alternativo Peruana que se forma en 2001. Tiene 7 discos publicados. Con una gran presencia escénica y una cercana y poderosa interacción con la audiencia, GAIA ha abierto shows de grandes y famosos artistas como Placebo, Adler´s Appetite, Julian Casablancas, Pixies, Incubus y Maroon 5, además de haber compartido escena con muchas bandas latinoamericanas en festivales masivos.

## Historia

### Inicios y época discográfica
Su primer álbum titulado "Solar de Sara" fue lanzado oficialmente en agosto del 2003. Diversos medios cubrieron el evento, que hasta la fecha es el que más público ha congregado en El Centro Cultural "La Noche de Barranco" (centro clave del rock nacional) llenando completamente el local. Íntegramente producido en el Perú, el "Solar de Sara" ha recibido excelentes críticas en los más destacados medios del país. Poderosos riffs de guitarras, bajo protagonista, batería enérgica y líneas melódicas elaboradas, llenan de matices este álbum y logró que su primer sencillo "La nueva" se convierta en MTV Buzz, forme parte de los "100 mejores videos del año" y primeros puestos en los 10 más pedidos de la cadena MTV Latino. 
"Este es uno de los mejores vídeos latinoamericanos que hemos visto y recibido en los últimos tiempos", recalco Xavier G. Campos, parte de Mtv La music programming 
Habiendo sido lanzado al aire en Latinoamérica el 23 de junio de 2003, el video de "La Nueva" llegó a posicionarse entre los primeros lugares del ranking de dicha emisora. Es así como GAIA se consolida como uno de los mejores exponentes del rock peruano, atravesando fronteras y escuchándose en casi todo el territorio latinoamericano.
A lo largo del 2004 GAIA se presentó con mucho éxito en los principales lugares en la capital de país así como en el interior y compartió escenario con los principales grupos nacionales, algunos de los cuales tocaron temas de GAIA en sus propias presentaciones. Tal es el caso de Theremyn_4 que incluyó un remix de "la nueva" en su último disco, y Fuera del Resto quienes interpretaron un "cover" de Aire por Consumir - Solar de Sara - en su esperado unplugged.
Ya en el 2005, tras un año de trabajo, realizan un concierto acústico, totalmente dedicado al público, contando con la suma de talentosos músicos invitados como son Leslie Patten, reconocida y solicitada percusionista local; Alejandro Morales, en percusiones y batería, y Andrés Bretel en guitarra, quienes redondearon una noche memorable y del cual se desprende su segundo disco "Anfibio" lanzado a mediados de octubre del año 2005.
Luego de más de un año de producción, GAIA presenta su segundo material en estudio, el disco más esperado por todos los seguidores que forman parte de la lista de GAIA (también conocida como "La Orbita") y la comunidad de fanes,
A mediados de 2007, GAIA lanza “La Teoría de Volar”, material que se grabó en los estudios de su casa disquera Morrison Records, mezclado en 4th Street Recording Studios, Los Ángeles, CA, Estados Unidos y Masterizado en Abbey Road Studios, Londres, Inglaterra. Llegaron a colocar su primer sencillo "Pegaso" en la programación de MTV Latino y considerado dentro de los mejores 100 del año según la cadena y la revista Rolling Stone.

### Distribución gratuita y actualidad
En 2008 GAIA coloca su segundo sencillo ("La 2.ª Ley" ) como tema oficial para la campaña publicitaria de la Universidad de Lima, llevando su mensaje "Dale más Fuerte" por todo el país y en señal de cable para la región por 2 años consecutivos. Siendo este el hecho de mayor trascendencia que tuvo la banda para la difusión de su música por el país, pues llegaron virtualmente a cada rincón en señal de televisión abierta. 

En octubre de 2008, GAIA presenta Metamorfosis, cambia su concepto de distribución y entrega toda su discografía para ser descargada gratuitamente desde su página web.
RevistaKuadro: Ustedes tienen un lema, el cual es “La música no se vende, se comparte”, ¿de dónde surgió esta idea?  
Michael Spitzer: La verdad que nos dimos cuenta que lo que nos interesaba a nosotros era transmitir un mensaje… transmitir un mensaje de energía, de lo que habla nuestra música y la letras y nos dimos cuenta de que vendiendo discos no lo estábamos logrando.
GAIA se ha presentado ante 20,000 personas y ha sido banda telonera de bandas como Guns ´N Roses, Pxndx, Collective Soul, Bret Michaels y Sebastian Bach.
En mayo del 2012, la banda se presenta en el festival "Tour American Rockers" en Santiago de Chile compartiendo escenario con la banda Aiken.
En 2014, llegan a México por primera vez invitados a tocar en el Festival Vive Latino y es el sábado 29 de marzo que GAIA se presenta en la Carpa Intolerante, teniendo una gran respuesta por parte del público mexicano que acompañó a Michael en los coros de "S.A.M". Aprovechando su estancia en el D.F., grabaron el tema "Fuente de Poder" en el SAE Institute.
En marzo de 2016 y con nuevo disco en mano "2001: Vol. 1 Galaxia", GAIA va a USA y se presenta en las ciudades de Dallas y Austin, Texas, invitados a participar en el SXSW.
En mayo del mismo año presentan "2001 :  Vol.2 Años Luz", segunda parte de la trilogía del disco, próximo a sacar. Estando presente en iTunes, SoundCloud, Spotify, Napster, Deezer, etc. 
En setiembre del 2017 fueron seleccionados para ser los teloneros del concierto de Maroon 5 e Incubus en Lima, los organizadores del evento Arte Perú, anunciaron que la banda encargada de abrir la noche serían ellos.

## Discografía

### Álbumes de estudio
- Solar de Sara (Independiente, 2003)
- La Teoría de Volar (Morrison Records, 2007)
- Giroscopios, Coordenadas y la Fábrica de Nubes (Independiente, 2011)
- 2001 :  Vol.1 Galaxia (Independiente, 2015)
- 2001 :  Vol.2 Años Luz (Independiente, 2016)
- 2001 :  Vol.3 Contacto (Independiente, 2016)

### Acústico
- Anfibio (Morrison Records, 2005)

### En vivo
- Gaia en Vivo (Independiente, 2008)

### Grandes éxitos
- Best of Gaia (Independiente, 2011)

## Enlaces
- Página web oficial de Gaia
- Gaia en Youtube
- Página de GAIA en Facebook
- Página de GAIA en Reverbnation